# Gerhard Hess (Jurist)
 Gerhard Michael Hess (* 1946 in Nürnberg) ist ein deutscher Rechtsanwalt und Hauptgeschäftsführer des Bayerischen Bauindustrieverbandes in München.

## Leben
Gerhard Hess studierte ab 1966 Rechtswissenschaften an der Ludwig-Maximilians-Universität München. Seit 1975 arbeitet er als Rechtsanwalt in München und Nürnberg. Von 1977 bis 1991 war er Leiter der Geschäftsstelle Nordbayern des Bayerischen Bauindustrieverbandes e. V. Seit 1992 ist er Hauptgeschäftsführer und Mitglied des Vorstands des Bayerischen Bauindustrieverbandes e. V.
Ehrenamtlich ist Hess Vorsitzender des Vorstandes der Alfons-Goppel-Stiftung sowie Landesschatzmeister der Europa-Union Bayern e. V. Darüber hinaus ist er als Kämmerer ehrenamtliches Mitglied des Vorstandes der Deutschen Gesellschaft für Baurecht e. V.

## Ehrungen und Auszeichnungen
- 2006: Ehrensenator der Technischen Universität München
- 2011: Verdienstkreuz 1. Klasse der Bundesrepublik Deutschland
- 2015: Aufnahme in die Bruderschaft von Santa Maria dell’Anima ("Animabruderschaft")